# Parti républicain-socialiste
Der Parti républicain-socialiste („Republikanisch-sozialistische Partei“, abgekürzt PRS) war eine kleine reformsozialistische Partei zur Zeit der Dritten Französischen Republik. Er wurde 1911 gegründet und löste sich 1934 auf. Im Parteienspektrum nahm er den Platz zwischen der sozialistischen SFIO und dem linksliberalen Parti républicain, radical et radical-socialiste ein. Prominente Mitglieder waren unter anderem René Viviani, Aristide Briand, Alexandre Millerand und Paul Painlevé.

## Geschichte
Nach den Wahlen zur Abgeordnetenkammer von 1910 bildeten mehrere unabhängige sozialistische Abgeordnete, die sich aus verschiedenen Gründen nicht der 1905 gegründeten marxistischen SFIO anschließen wollten, eine eigene Fraktion: die Républicain-socialistes. Im Juli 1911 wurde die dazugehörige Partei gegründet. Sie verstand sich als sozialistisch, das heißt, sie strebte die Vergesellschaftung der Produktionsmittel an. Dies sollte in einem evolutiven Prozess auf dem Weg von Reformen und unter Wahrung der Bestimmungen der Verfassung der Dritten Republik geschehen, die die Républicain-socialistes vollauf bejahten. Für diese Vergesellschaftung wurden in diversen Parteiprogrammen verschiedene Methoden vorgeschlagen, doch eine Idee blieb bis zum Ende der Partei 1934 konstant: die Arbeitsaktie (action de travail). Danach sollten die Eigentumsrechte jedes Unternehmens in Aktien umgewandelt werden, deren Dividenden zwischen Kapitaleignern und Belegschaft geteilt würden; auch in der Unternehmensführung sollten beide Seiten gleichberechtigt sein. Nach dem französischen Historiker Yves Billard stellt sie so etwas wie das Alleinstellungsmerkmal der Républicain-socialistes dar.

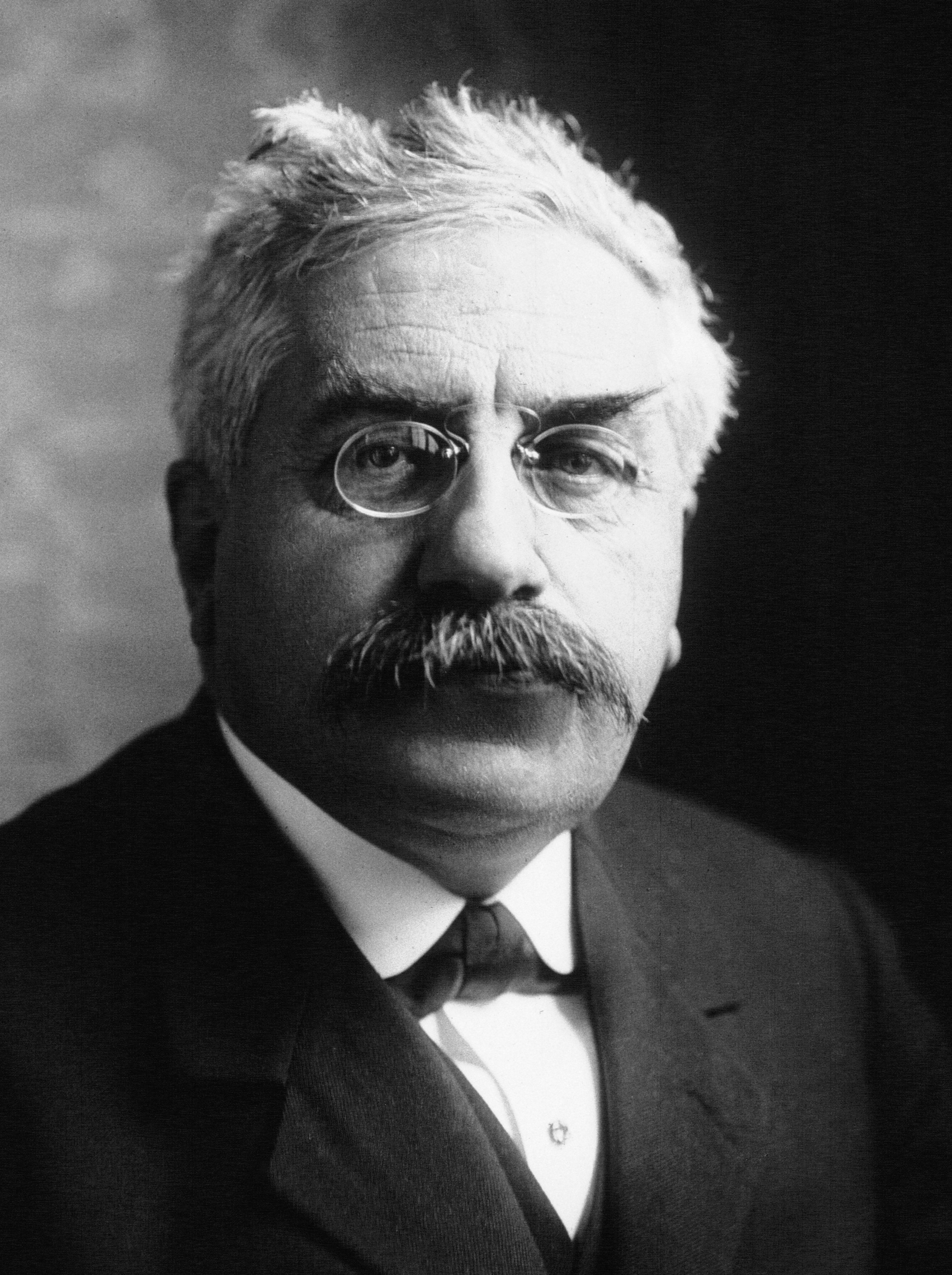
Alexandre Millerand (1914)

Die PRS entwickelte sich recht schnell zu einer weitgehend durchorganisierten, modernen Partei, wodurch sie sich von den meisten anderen Parteien der Dritten Republik unterschied, die vor allem Unterstützergruppen einzelner Abgeordneter oder Honoratiorenparteien waren. Die PRS hatte nach Angaben Anatole de Monzies beim ersten Parteitag, der im November 1912 in Paris stattfand, 11.000 zahlende Mitglieder, die in immerhin 35 der 98 Départements aktiv waren. Zwischen den Parteitagen wurde die Partei von einem Exekutivkomitee von 15 Mitgliedern geleitet; die eigentliche Geschäftsführung lag in den Händen eines Generalsekretärs und einer neunköpfigen Verwaltungskommission. Diesen Amtsträgern der Partei standen die deutlich prominenteren Mandatsträger gegenüber, Abgeordnete wie Briand, Millerand, Viviani, de Monzie oder Joseph Paul-Boncour, die die Außenwirkung der Partei bestimmten. Anders als die Amtsträger waren sie wesentlich kompromissbereiter gegenüber bürgerlichen Gesetzesvorhaben und Politikkonzepten. Das lag an ihrer Einbindung in die konkrete Regierungsarbeit, die für einige von ihnen der Grund gewesen war, die SFIO zu verlassen: Briand war 1906 als Kultusminister in das Kabinett des Radikalsozialisten Ferdinand Sarrien eingetreten, Viviani wurde im gleichen Jahr im Kabinett von dessen Nachfolger und Parteifreund Georges Clemenceau der erste Arbeitsminister Frankreichs. Die unterschiedlichen Perspektiven der Abgeordneten und der Amtsträger waren eine Quelle andauernder Meinungsverschiedenheiten in der PRS.
Im Jahr 1913 griffen die Konflikte auf die Abgeordneten über. Streitpunkte waren zum einen die Verlängerung der Wehrpflicht von zwei auf drei Jahre, zum anderen die Kandidatur Raymond Poincarés von der rechtsliberalen Alliance démocratique als Staatspräsident und um den Modus, der bei der Wahl anzuwenden sei. Alle drei Fragen spalteten die Fraktion: Briand, Millerand und de Monzie waren für Poincaré und die Wehrpflichtverlängerung, Painlevé und Paul-Boncour dagegen. Die Konflikte setzten sich in der Mitgliederschaft der Partei fort, der Parteitag im November 1913 in Grenoble führte zur Spaltung: Poincarés Gegner warfen der Gegenseite vor, die Zusammensetzung der Delegierten manipuliert zu haben, verließen die PRS und riefen eine Konkurrenzgründung gleichen Namens ins Leben. Beide Parteien erwiesen sich als nicht überlebensfähig, die Partei existierte de facto von 1914 bis 1923 nicht mehr.

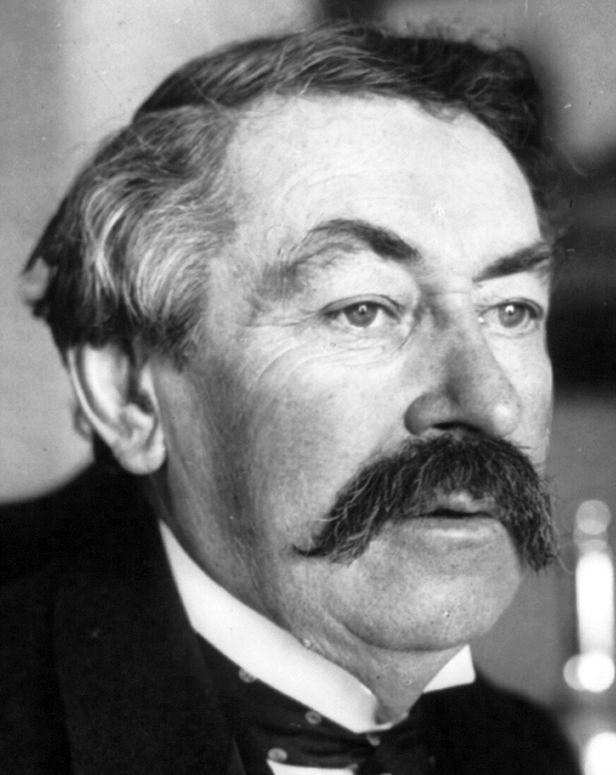
Aristide Briand

Gleichwohl gab es aber weiterhin die Fraktion. Bei den Wahlen vom Mai 1914 wurden 24 Républicain-socialistes in die Kammer gewählt, die insgesamt 601 Abgeordnete umfasste. Die heftigen innenpolitischen Kontroversen kamen überall in Frankreich aufgrund des Ausbruchs des Ersten Weltkriegs zur Ruhe, das Land wurde bis 1917 von einer Allparteienregierung, der Union sacrée, regiert. Die Républicain-socialistes Viviani, Briand und Painlevé amtierten in dieser Legislaturperiode als Ministerpräsidenten, andere wie Millerand (der die Partei bald verließ) wurden Minister. 
Bei den Kammerwahlen vom November 1919 konnten die Républicain-socialistes ihr Ergebnis insgesamt halten: Diesmal umfasste ihre Fraktion 26 der 613 Abgeordneten. Mehrere PRS-Abgeordnete hatten vorher gemeinsam mit den Radikalsozialisten, der Alliance démocratique und der konservativen Fédération républicaine zur Bildung eines Bloc national aufgerufen, in dem die erfolgreiche Zusammenarbeit der Kriegsjahre fortgesetzt werden sollte. Andere kandidierten auf Listen, die gegen den Bloc antraten. Trotz dieser diametral unterschiedlichen Listenverbindungen agierte die Fraktion der Républicain-socialistes in dieser Legislaturperiode weitgehend geschlossen. So unterstützten sie ihren Fraktionskollegen Briand, der von Januar 1921 bis Januar 1922 als Ministerpräsident eine Koalitionsregierung von den Radikalsozialisten bis zu Fédération républicaine leitete – mit sich selbst als einzigem Républicain-socialiste im Kabinett. Gleichzeitig mit dieser Koalition mit Parteien der Mitte und der Rechten verbesserten die Républicain-socialistes ihre Zusammenarbeit mit der Linken: 1921 gründeten sie gemeinsam mit Sozialisten und Radikalsozialisten eine Ligue de la République: Politiker, die sich als links verstanden, arbeiteten künftig stärker zusammen und verzichteten im zweiten Wahlgang zugunsten eines anderen Linken auf eine erneute Kandidatur, wenn dessen Wahl dadurch aussichtsreicher erschien. Im April 1923 folgte auf einem Parteitag in Marseille die Neugründung der PRS. 
Bei den Kammerwahlen vom Mai 1924 konnten die Républicain-socialistes mit nunmehr 78 Abgeordneten (von insgesamt 581) ihr bisheriges Wahlergebnis mehr als verdreifachen. Auch die anderen linken Parteien hatten deutlich gewonnen; gemeinsam bildeten sie den Cartel des gauches, die erste Koalitionsregierung in Frankreich, die auch die Sozialisten mit einschloss. Ministerpräsident wurde der Radikalsozialist Édouard Herriot, während der Républicain-socialiste Painlevé als Präsident der Kammer der zweite starke Mann des Cartels war. In dieser Zeit unterstützte die PRS-Fraktion diszipliniert die Regierung Herriot – anders als die der Radikalsozialisten, aus der wiederholt Vorbehalte gegen die Politik des Ministerpräsidenten und seines Finanzministers Joseph Caillaux laut wurden. 1925 scheiterte Herriot an der schweren Finanz- und Währungskrise, die eine Folge der Kriegsfinanzierung auf Kredit und der irrigen Hoffnung war, mit den deutschen Reparationszahlungen ließen sich alle Probleme aus der Welt schaffen („Le boche paiera“ – „der Deutsche wird bezahlen“). Im Mai 1926 fusionierte die PRS mit einer Abspaltung der SFIO, der 1920 gegründeten Parti socialiste français, und nannte sich nun offiziell Parti socialiste français et républicain socialiste.
Um die Frage, ob man sich an der Union nationale beteiligen sollte, einer Koalitionsregierung, die Poincaré im Juli 1926 bildete, um mit einer entschiedenen Austeritätspolitik den Haushalt auszugleichen und die Währung zu stabilisieren, kam es erneut zu scharfen innerparteilichen Kontroversen: Briand und Painlevé traten in Poincarés mehrheitlich konservatives Kabinett ein und wurden darin von einer Mehrheit von Abgeordneten und Mitgliedern der PRS unterstützt, eine Minderheit plädierte indes dafür, es den Radikalsozialisten gleichzutun und der Regierung fernzubleiben. Auf dem Pariser Parteitag vom Dezember 1927 spaltete sich die Poincaré-kritische Minderheit unter dem Namen Parti socialiste français ab. Von dieser Spaltung, die mit einem deutlichen Mitgliederschwund einherging, sollte sich die Partei nicht mehr erholen. Sie war in den Worten von Yves Billard nun ein „Generalskasino […] fast ohne Soldaten“. Bei den Kammerwahlen vom April 1928 erhielten die Républicain-socialistes nur mehr 31 von 606 Abgeordnetensitzen, die Wahlen vom Mai 1932 ergaben nur noch 29 von 614 Abgeordneten.
1934 löste sich die PRS auf. Die Mitglieder taten sich 1935 mit denen des Parti socialiste français und des Parti socialiste de la France, einer Abspaltung der SFIO, zur Union socialiste républicaine zusammen.